# Unibet Tietema Rockets/2025
Deze pagina geeft een overzicht van de Unibet Tietema Rockets-wielerploeg in 2025.

## Algemene gegevens
Sponsors: Tour de Tietema, Unibet
Technisch Directeur: Julia Soek
Ploegleiders: Martijn Admiraal, Joppe de Heij, Sverre Dyngeland Vik, Joram Grootveld, Rob Harmeling, Gaëtan Pons, Boy Sanders, Bas Tietema
Staff:  Marco van Bon
Fietsmerk: Cannondale
Kleding: Santini

## Renners

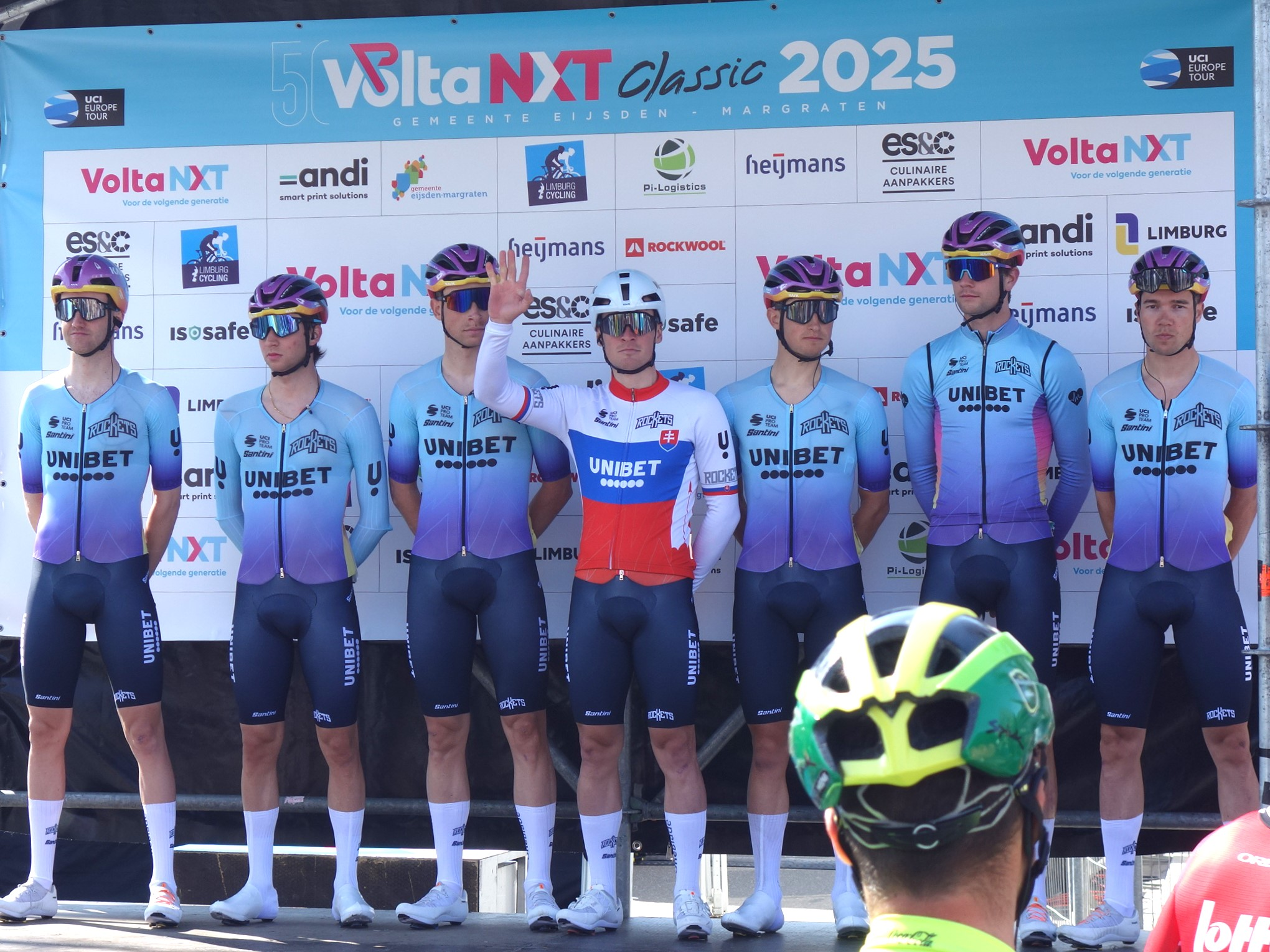
De ploeg in de Volta NXT Classic 2025.

| Naam                        | Geboortedatum | Nationaliteit       | Ploeg 2024                                  |
| --------------------------- | ------------- | ------------------- | ------------------------------------------- |
| Joren Bloem                 | 21-12-1999    | Nederland           |                                             |
| Davide Bomboi               | 27-03-2000    | België              |                                             |
| Martijn Budding             | 31-08-1995    | Nederland           |                                             |
| Giovanni Carboni            | 31-08-1995    | Italië              | JCL Team UKYO                               |
| Cedrik Bakke Christophersen | 28-12-1994    | Noorwegen           |                                             |
| Hartthijs de Vries          | 11-07-1996    | Nederland           |                                             |
| Odd Christian Eiking        | 08-08-1996    | Noorwegen           | Uno-X Mobility                              |
| Owen Geleijn                | 14-01-2001    | Nederland           |                                             |
| Axel Huens                  | 05-09-2001    | Frankrijk           |                                             |
| Baptiste Huyet              | 06-07-2000    | Frankrijk           |                                             |
| Kevin Inkelaar              | 08-07-1997    | Nederland           |                                             |
| Jelle Johannink             | 22-10-1996    | Nederland           |                                             |
| Tomáš Kopecký               | 08-04-2000    | Tsjechië            |                                             |
| Lukáš Kubiš                 | 31-01-2000    | Slowakije           | Elkov - Kasper                              |
| Zeb Kyffin                  | 23-02-1998    | Verenigd Koninkrijk |                                             |
| Lander Loockx               | 25-04-1997    | België              |                                             |
| Adrien Maire                | 17-11-2000    | Frankrijk           |                                             |
| Sergio Meris                | 10-03-2001    | Italië              | Team MBH Bank Colpack Ballan                |
| Wessel Mouris               | 30-12-2002    | Nederland           | Metec-Solarwatt p/b Mantel                  |
| Sebastian Nielsen           | 27-08-2000    | Denemarken          |                                             |
| Charles Paige               | 07-07-2001    | Verenigd Koninkrijk |                                             |
| Abram Stockman              | 31-07-1996    | België              |                                             |
| Andreas Stokbro             | 08-04-1997    | Denemarken          |                                             |
| Adam Ťoupalík               | 09-05-1996    | Tsjechië            |                                             |
| Killian Verschuren          | 20-10-2002    | Frankrijk           | Decathlon AG2R La Mondiale Development Team |

### Stagiairs
Per 1 augustus 2025
| Naam                   | Geboortedatum | Nationaliteit | Vorige ploeg                       |
| ---------------------- | ------------- | ------------- | ---------------------------------- |
| Eivind Broholt Fougner | 2-03-2003     | Noorwegen     | Team Coop - Repsol                 |
| Colin Savioz           | 11-06-2004    | Frankrijk     | Charvieu Chavagneux Isère Cyclisme |

### Vertrokken
| Naam                  | Geboortedatum | Nationaliteit | Ploeg 2025             |
| --------------------- | ------------- | ------------- | ---------------------- |
| Jordy Bouts           | 08-08-1996    | België        | Swatt Club Racing Team |
| Nicklas Amdi Pedersen | 03-08-1993    | Denemarken    | WILLING ABLE Racing    |

## Overwinningen

### Veldrijden
| Grand Prix Garage Collé PétangeLander Loockx |

### Wegwielrennen
| Nationale kampioenschappen wielrennen Slowakije - wegrit: Lukáš Kubiš Ronde van Taiwan Bergklassement: Lander Loockx Cholet Agglo Tour Lukáš Kubiš Parijs-Camembert Lander Loockx Ronde van Griekenland 4e etappe: Adrien Maire Bergklassement: Giovanni Carboni Ronde van Hongarije Ploegenklassement: *1) |

*1) Ploeg Ronde van Hongarije: Bomboi, Christophersen, Eiking, Geleijn, Huyet, Kyffin
Burgos-Burpellet-BH · Caja Rural-Seguros RGA · Equipo Kern Pharma · Euskaltel-Euskadi · Israel-Premier Tech · Lotto · Q36.5 Pro Cycling Team · Team Flanders-Baloise · Team Novo Nordisk · Team Polti VisitMalta · Toscana Factory Team Vini Fantini · TotalEnergies · Tudor Pro Cycling Team · Unibet Tietema Rockets · Uno-X Mobility · VF Group-Bardiani CSF-Faizanè · Wagner Bazin WB
2023 · 2024 ·2025